# Diklosmta
Diklosmta, též Diklos mta, v čečenském překladu z sněhový hřbet, (čečensky Дукълуо-Лам, gruzínsky დიკლოს მთა, Diklos mta, rusky Диклосмта) je hora Východního Kavkazu a hora na trojmezí Gruzie, Čečenska a Dagestánu.
Na úpatí hory leží sídla:
- Diklo na jihozápadním svahu v Gruzii, historické oblasti Tušetie, v údolí řeky Andijské Kojsu
- Chulandoj na severním svahu v Čečensku
- Hušet na jižním a Gakko na východním svahu v Dagestánu